# Jesper Nordin
Jesper Loeser Severinsen Nordin (født 1975, København) er en dansk dirigent og komponist, der særlig har beskæftiget sig med opera og moderne kompositionsmusik.
Fra 1. Januar 2020 ansat som Musikchef for Aarhus Symfoniorkester

## Uddannelse og karriere
Nordin blev uddannet på Det Kongelige Danske Musikkonservatorium på valdhorn i 1999, og han fik ansættelse i Odense Symfoniorkester som hornist.
I 2002 fik han orlov fra symfoniorkestret for at blive dirigent. Nordin blev optaget på Københavns Musikkonservatoriums dirigentlinje i 2002. Han fik plads i solistklassen, og blev færdig i december 2006. Hans lærere var bl.a. Giancarlo Andretta, Frans Rasmussen, Tamás Vetö og Dan-Oluf Stenlund. Han fik desuden private timer hos Janos Fürst.
Siden har han dirigeret alle landets professionelle orkestre, heriblandt Odense Symfoniorkester og Sjællands Symfoniorkester, kor og ensembler. Han har også dirigeret orkestre fra Finland, Sverige, Ungarn, Ukraine og England. På Det Kongelige Teater har han været assisterende dirigent fra 2004, og han har medvirket i mere end 25 forestillinger, heriblandt en komplet opførsel af Der Ring des Nibelungen af Richard Wagner.
I perioden 2008-2010 var han ansat som Studienleiter (Indstuderingsleder) på Det Kgl. Teater. I 2012 vandt han en dansk konkurrence for dirigenter, som blev afholdt af Dansk Kapelmesterforening.
Han har uropført over 100 nyskrevne værker og har en tæt kontakt med sin generations danske komponister. Som komponist og arrangør er han opført at bl.a. Odense Symfoniorkester, DR Vokalensemblet og Det Kgl. Teater. Derudover har han været med til at uropføre flere nyskrevne værker, bl.a. Edina Hadžiselimovićs opera Waiting in nowhere på Det Kongelige Teater i 2010.
Siden april 2019 har han været dirigent for Prinsens Musikkorps.